# 文森·詹姆士·麥馬漢
文森·詹姆士·麥馬漢（英語：Vincent James McMahon，1914年7月6日—1984年5月24日），通稱老文斯·麥馬漢（英語：Vince McMahon Sr.），是美國職業摔角的促進者，也是世界廣泛摔角聯盟（現改為世界摔角娛樂）的創辦人傑士·麥馬漢之子。
在老麥馬漢的摔角事業中，詹姆士是世界摔角聯盟的總裁，也是世界摔角娛樂名人堂（1996年）的入選者。